# The Chieftains
The Chieftains sono un gruppo tra i più famosi al mondo di folk irlandese.
Il nome Chieftain deriva dalla traduzione della parola gaelica irlandese Taoiseach (ma esistono gli analoghi tòiseach e tywysog rispettivamente in gaelico scozzese e in gallese), che significa capo clan.

## Storia del gruppo
I Chieftains vengono fondati nel 1963 dal piper Paddy Moloney insieme ad alcuni amici con cui già suonava nei Ceoltóirí Chualann di Seán Ó Riada: ne fanno parte il violinista Martin Fay, il suonatore di tin whistles Seàn Potts, il flautista Mìcheàl Tubridy, e al bodhrán David Fallon.
Paddy Moloney ha già suonato in diversi gruppi ed è alla ricerca di un nuovo approccio alla musica tradizionale irlandese che lo porti a suonare "una musica che non sia mai stata ascoltata".
Nel 1963 i Chieftains pubblicano il loro primo disco omonimo; la copertina, come nei tre album successivi è disegnata da Edward Delaney.
Nel 1966 Fallon lascia il gruppo; per un breve periodo i Chieftains suonano senza bodhran, poi lo sostituiscono con Peadar Mercier.
Nel 1968 anche Martin Fay e Seàn Potts lasciano il gruppo per un breve periodo ed entra nella formazione dei Chieftains il violinista Seán Keane.
Nel 1969 esce, a più di cinque anni dal precedente, il secondo album Chieftains 2 registrato in un weekend agli Craighall Studios di Edimburgo. Tra i brani compaiono composizioni di Turlough O'Carolan.
Nel 1970 il gruppo apre un concerto dei Fairport Convention al National Stadium di Dublino.
I Chieftains pubblicano il loro terzo disco Chieftains 3 nel 1971, registrato agli Air Studios di Londra.
Nel 1972 i Chieftains suonano a Belfast per un concerto di Carolan insieme alla Northern Ireland Orchestra della BBC e conoscono l'arpista Derek Bell.
Moloney, che da tempo sta cercando un arpista per il gruppo, offre a Bell di entrare nei Chieftains, Bell accetta.
Nel 1974 esce Chieftains 4, che vede un tributo a Seàn Ó Riada con il brano Mneá na heÉreann.
Nell'anno successivo pubblicano Chieftains 5, disco che comporta alcune novità come l'uso del tiompan e l'approccio a musiche bretoni.
Il 1975 è infatti l'anno della svolta, i Chieftains diventano un gruppo professionista, ognuno lascia il proprio lavoro; il nuovo manager Jo Lustig organizza un concerto alla Royal Albert Hall di Londra per il giorno di San Patrizio e organizza una tournée negli Stati Uniti.
Nel 1976, in vista di un tour in Europa, Australia e Nuova Zelanda Mercier, ormai sessantenne e con 10 figli, decide di lasciare il gruppo. Viene sostituito da Kevin Conneff.
Il successo cresce grazie al contributo alla colonna sonora, che vincerà anche un Oscar, del film Barry Lyndon di Stanley Kubrick
Sempre dello stesso anno è il concept album Bonaparte's Retreat che riguarda l'alleanza degli Irlandesi con Napoleone in funzione anti-inglese.
Per la prima volta compaiono parti cantate, alla voce la diciassettenne Dolores Keane.
Sono del 1977 Chieftains 7, una sorta di raccolta della musica preferita da ciascun membro del gruppo, e Chieftains live registrato in due serate a Boston e a Toronto.
Nel 1978, dopo le registrazioni di Chieftains 8 Seàn Potts e Mìcheàl Tubridy lasciano il gruppo, ne entra a far parte il virtuoso flautista Matt Molloy (ex The Bothy Band e Planxty)
Nel 1979 pubblicano Boil the Breakfast, che vede Conneff alla voce e, per la prima volta, il flauto di Matt Molloy. Ma l'evento più importante dell'anno è la visita di papa Giovanni Paolo II in Irlanda, i Chieftains sono chiamati a suonare davanti a più di un milione di persone: suonano Carolan's Welcome prima dell'arrivo del Papa e altri brani durante la messa.
Nel 1981 esce Chieftains 10, prima incursione nella musica country, con la tradizionale americana Cotton-eye Joe.
Nel 1982 i Chieftains collaborano con la televisione RTE per la colonna sonora di una miniserie The Year of the French.
Nel 1983 aprono il concerto dei Rolling Stones allo Slane Castle di Dublino, suonano inoltre al Capitol Building a Washington e sulla Grande muraglia cinese, dal cui concerto verrà pubblicato The Chieftains in China.
Per i festeggiamenti del ventunesimo anniversario i Chieftains radunano anche i vecchi compagni Potts e Tubridy in un concerto alla National Concert Hall, concerto che si conclude con un omaggio a Luke Kelly.
Dello stesso anno è la colonna sonora del film canadese The Grey Fox che viene premiata con un Genie. Nel 1986 sempre per il regista Philip Borsos incidono la colonna sonora del film Ballad of the Irish Horse, colonna sonora di un documentario della National Geographic.
Nel 1987 pubblicano Celtic Wedding, un concept album che vuole ricreare le atmosfere e le musiche di un matrimonio bretone del XIV secolo: è il primo album che va alla ricerca delle radici della musica celtica nel mondo.
Dello stesso anno è In Ireland, insieme al noto flautista classico James Galway. 
Per il venticinquesimo anniversario registrano un concerto a cui partecipano anche Van Morrison, Christy Moore, Dolores Keane e Mary Black.
Nel 1988 Moloney viene insignito di una laurea honoris causa dal Trinity College di Dublino. Dalla collaborazione con Van Morrison nasce Irish Heartbeat, un album che mira a unire le radici irlandesi con il blues e il soul. Sempre del 1988 è la colonna sonora del cartone animato The Tailor of Gloucester, una classica storia inglese per bambini narrata da Meryl Streep.
Nel 1989 i Chieftains vengono nominati dal governo irlandese "Ambasciatori musicali". Pubblicano l'album A Chieftains' Celebration che include anche musiche scozzesi, bretoni e galiziane.
Nel 1990, dopo la caduta del muro di Berlino, i Chieftains partecipano al concerto di The Wall di Roger Waters, insieme ad altri ospiti come Sinéad O'Connor, Van Morrison, Bryan Adams, Marianne Faithfull.
Registrano inoltre la colonna sonora per il remake de L'isola del tesoro con Charlton Heston e Oliver Reed, Tra gli ospiti Carlos Núñez.
Nel 1991 escono Over the Sea to the Skye tratto da alcuni concerti registrati a Brisbane con il flautista James Galway, The Bells of Dublin e la raccolta di colonne sonore Reel Music: the Film Scores.
Nel 1992 pubblicano Another Country che esplora le connessioni tra la musica tradizionale irlandese e quella americana: folk, country e bluegras e An Irish Evening, un live all'Opera House di Belfast con Roger Daltrey e Nanci Griffith, che vincerà un Grammy come miglior album folk.
Nel 1993 pubblicano Celtic Harp con la Belfast Harp Orchestra, vincitore di un Grammy nel 1994.
Nel 1994 il gruppo partecipa al concerto per il venticinquesimo anniversario degli Who.
Nel 1995 i Chieftains collaborano alla colonna sonora del film Braveheart - Cuore impavido di Mel Gibson e pubblicano The Long Black Veil, uno dei loro maggiori successi, con guest stars come i Rolling Stones, Van Morrison, Marianne Faithfull, Mark Knopfler, Sinéad O'Connor, Tom Jones, Sting e Ry Cooder.
Nel 1996 esce Santiago, omaggio alla musica galiziana, album che vincerà un Grammy l'anno successivo.
Nel 1998 escono Long Journey Home, colonna sonora di alcuni documentari sull'emigrazione irlandese negli Stati Uniti (Grammy nel 1998 come miglior album folk), Fire in the Kitchen e Silent Night: a Christmas in Rome, una serie di canzoni natalizie riarrangiate dai Chieftains con la collaborazione di Monsignor Mario Frisina.
Nel 1999 pubblicano Tears of Stone che immortala le migliori collaborazioni tra i Chieftans e voci femminili da tutto il mondo: fra di esse Joni Mitchell, Loreena McKennitt, Sinéad O'Connor. Nello stesso anno sono ospiti di Zucchero Fornaciari in alcune tappe del suo Bluesugar World Tour Mondiale.
Nel 2000 esce Water from the Well, un ritorno ai brani tradizionali irlandese, "un viaggio in lungo e in largo per l'isola d'Irlanda".
Nel 2002 pubblicano la raccolta The Wide World Over e Down the Old Plank Road: The Nashville Sessions, una registrazione di session musicali di country, bluegrass e roots che vedrà un secondo episodio in Further Down the Old Plank Road del 2003. Nello stesso anno muore l'arpista Derek Bell; il gruppo pubblica un tributo nel 2005 intitolato Live in Dublin - A Tribute to Derek Bell.
Nel 2007 collaborano con Eros Ramazzotti per il disco e² nel quale reincidono la canzone Un'emozione per sempre.

## Formazione
Paddy Moloney è stato il leader del gruppo, principale compositore e arrangiatore dei brani.
Agli inizi la band cambia più volte i suoi membri, ma si stabilizza nel 1976 quando Kevin Conneff sostituisce Peadar Mercier.
Da allora fino al 2002 i membri sono stati:
- Paddy Moloney (uilleann pipes, tin whistle, fisarmonica, bodhrán)
- Matt Molloy (flauto, tin whistle)
- Kevin Conneff (bodhrán, voce)
- Seán Keane (fiddle, tin whistle)
- Martin Fay (fiddle, bones & spoons)
- Derek Bell (arpa celtica, tastiere, oboe)

Nel 2002, Fay si ritira e muore Bell.
Altri musicisti che hanno fatto parte del gruppo sono:
- David Fallon (bodhrán)
- Ronnie McShane (percussioni)
- Peadar Mercier (bodhrán, bones)
- Seán Potts (tin whistle, bones, bodhrán)
- Michael Tubridy (flauto, concertina, tin whistle)

## Discografia
- 1963 The Chieftains - Shanachie
- 1969 The Chieftains 2 - Shanachie
- 1971 The Chieftains 3 - Claddagh
- 1973 The Chieftains 4 - Shanachie AMG
- 1975 The Chieftains 5 - Shanachie
- 1976 The Chieftains 6: Bonaparte's Retreat - Shanachie
- 1977 The Chieftains 7 - Columbia
- 1977 The Chieftains Live! - Shanachie
- 1978 The Chieftains 8 - Columbia
- 1979 The Chieftains 9: Boil the Breakfast Early - Claddagh
- 1980 The Chieftains 10: Cotton-Eyed Joe - Shanachie
- 1982 The Year of the French - Shanachie
- 1983 The Grey Fox - DRG
- 1985 Ballad of the Irish Horse - Shanachie
- 1986 The Chieftains in China - Shanachie
- 1987 In Ireland: James Galway and The Chieftains - RCA
- 1988 Irish Heartbeat (con Van Morrison) - Polydor
- 1989 A Chieftains Celebration - RCA Victor AMG
- 1991 Tailor of Gloucester - Windham Hill
- 1991 The Bells of Dublin - RCA
- 1991 Reel Music: The Film Scores - RCA Victor
- 1992 Another Country - RCA Victor
- 1992 An Irish Evening [live] - RCA Victor
- 1993 The Celtic Harp - RCA AMG
- 1995 The Long Black Veil - RCA Victor
- 1996 Film Cuts - RCA
- 1996 Gael Wind - Sony Legacy
- 1996 Santiago - RCA
- 1998 Fire in the Kitchen - RCA
- 1998 Celtic Wedding: Music of Brittany - RCA
- 1999 Tears of Stone - RCA
- 2000 Water From the Well - RCA Victor AMG
- 2002 The Wide World Over - RCA
- 2002 Down the Old Plank Road: The Nashville Sessions - RCA AMG
- 2005 Live From Dublin: A Tribute to Derek Bell - RCA AMG
- 2010 San Patricio (con Ry Cooder)
- 2012 Voice of Ages